# Speyeria atlantis

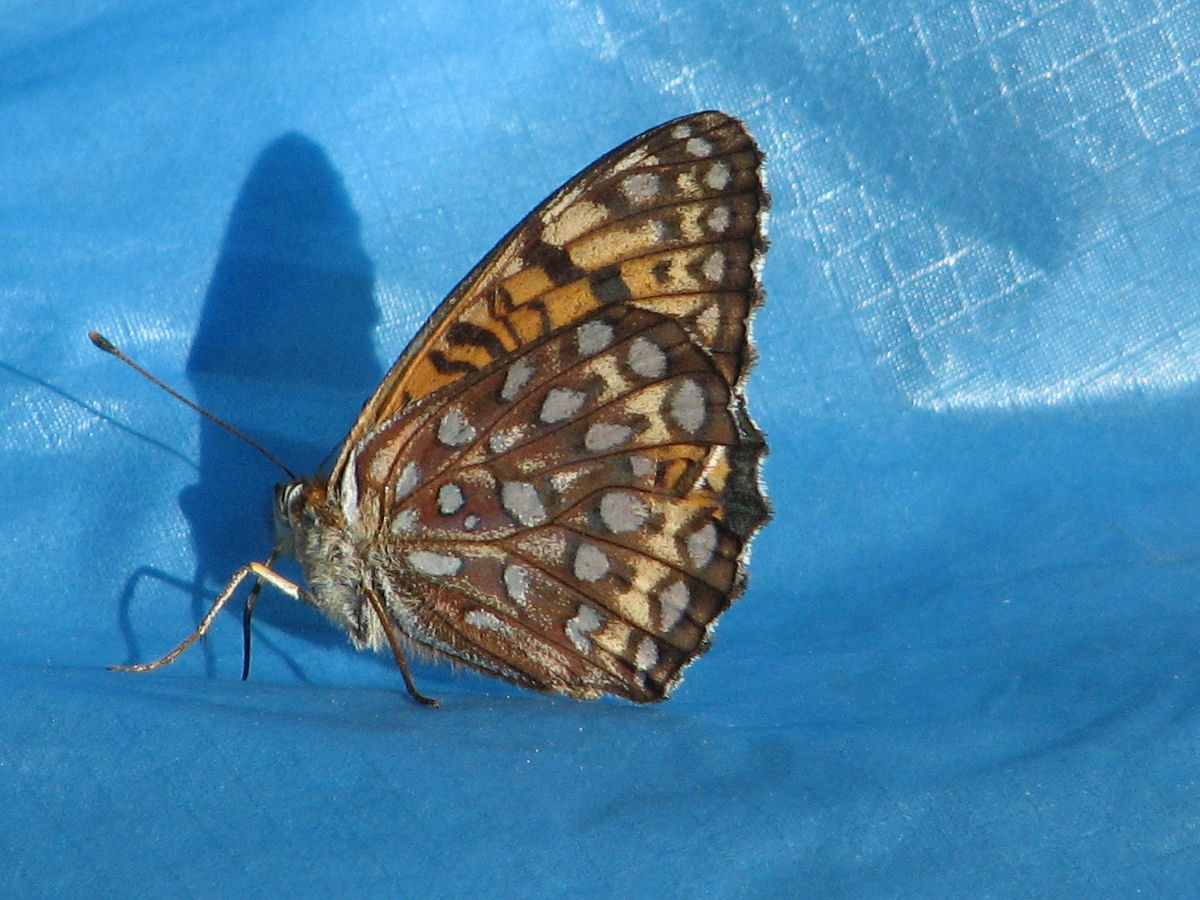
Cánh dưới

Speyeria atlantis là một loài bướm ngày thuộc họ họ Bướm giáp ở Bắc Mỹ. Loài này phổ biến từ Alberta phía tây đên các tỉnh ven biển Canada và các bang phía bắc Hoa Kỳ. Loài bướm này sinh sống đến tận phía bắc tận vịnh James. Phía trên có màu cam đậm với nhiều kẻ ngang màu đen. Sải cánh từ 50–64 mm.

## Loài tương tự
- Speyeria aphrodite
- Speyeria cybele)
- Speyeria hesperis